# سوتا ساتو
سوتا ساتو (انگلیسی: Sota Sato؛ زادهٔ ۲۱ آوریل ۱۹۹۹) بازیکن فوتبال اهل ژاپن است.